# Leptoneta secula
Leptoneta secula är en spindelart som beskrevs av Joon Namkung 1987. Leptoneta secula ingår i släktet Leptoneta och familjen Leptonetidae. Inga underarter finns listade i Catalogue of Life.